# Rudolf Schraut (Polizist)

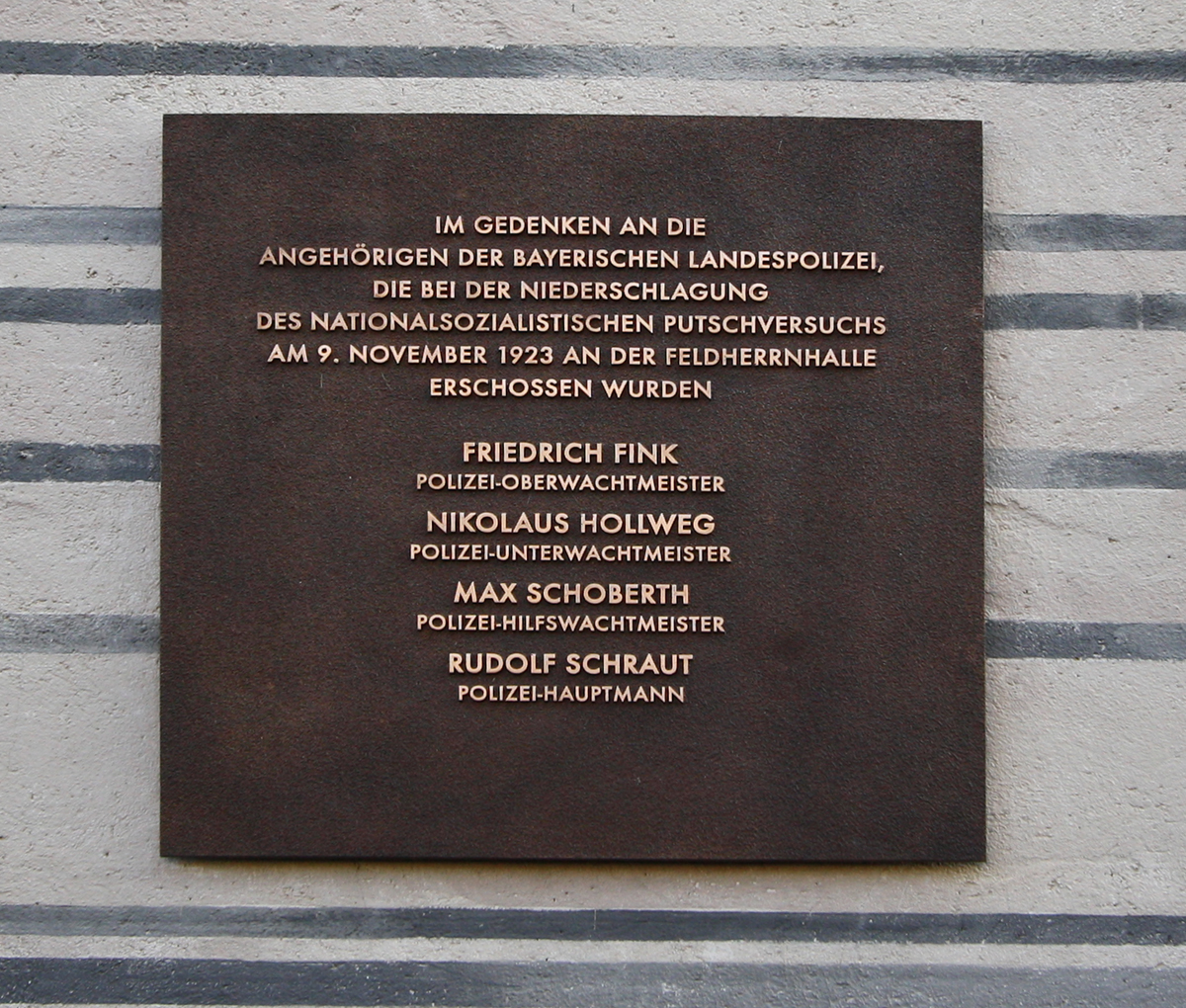
Gedenktafel für die getöteten Polizisten an der Münchner Residenz

Rudolf Schraut (* 4. Juli 1886 in Würzburg; † 9. November 1923 in München) war ein bayerischer Polizei-Hauptmann und Hundertschaftsführer der 2. Polizei-Hundertschaft der Bayerischen Landespolizei. Er wurde vor der Münchner Residenz während des nationalsozialistischen Hitlerputsches beim Schusswechsel mit den Putschisten getötet.

## Leben
Schraut nahm als Kavallerieoffizier im 2. Ulanen-Regiment „König“ der Bayerischen Armee am Ersten Weltkrieg teil. Während des Krieges wurde er mit Patent vom 17. Januar 1917 zum Rittmeister befördert sowie für seine Leistungen mit dem Militärverdienstorden IV. Klasse mit Schwertern und beiden Klassen des Eisernen Kreuzes ausgezeichnet. Nach dem Krieg trat Schraut in die Bayerische Landespolizei ein und befehligte als Hundertschaftsführer die 2. Polizei-Hundertschaft.
Am 8. November 1923 kam es zum Hitlerputsch. Da der Putsch zu scheitern drohte, wollte Hitler am 9. November 1923 mit einem Marsch durch München die Bevölkerung auf seine Seite ziehen. Der Marsch begann am Bürgerbräukeller und hatte das Wehrbereichskommando, das ehemalige Königlich Bayerische Kriegsministerium, in der Ludwigstraße 14 zum Ziel. Dort hielt sich seit dem Vortag Ernst Röhm mit seinen Mitstreitern verschanzt. Die 2. Polizeihundertschaft sollte den Marsch stoppen und so das Vordringen zum Wehrbereichskommando verhindern. Beim Aufeinandertreffen schossen die Putschisten auf die Polizei, die das Feuer erwiderte. Beim Schusswechsel wurden Schraut und drei weitere Polizisten seiner Hundertschaft tödlich getroffen. Ein Oberleutnant übernahm das Kommando und ordnete eine zweite Salve an. Daraufhin löste sich der Demonstrationszug auf und der Hitlerputsch war beendet.

## Gedenken
Seit 1994 erinnert eine Gedenktafel der Stadt München am Odeonsplatz an ihn und seine drei ums Leben gekommenen Kameraden der Bayerischen Landespolizei. Die Bodenplatte wurde später entfernt und 2010 durch eine Gedenktafel an der Fassade der Münchner Residenz ersetzt.